# Malval
Malval foi uma comuna francesa na região administrativa da Nova Aquitânia, no departamento de Creuse. Estendia-se por uma área de 4,03 km². Em 2010 a comuna tinha 46 habitantes (densidade: 11,4 hab./km²).
Em 1 de janeiro de 2019, passou a formar parte da nova comuna de Linard-Malval.